# Estrelamento
Estrelamento é um processo geométrico de construção de novos polígonos (em duas dimensões) ou de novos poliedros (em 3 dimensões). Consiste em estender os lados do polígono, ou as faces do poliedro, até se encontrarem novamente. A nova figura é um estrelamento da original.
O processo foi descrito pela primeira vez em 1619 por Kepler.

## Estrelamento de polígonos
Estrelamento de um pentágono.

## Estrelamento de poliedros

### Estrelamento dos sólidos platónicos
- O tetraedro e o cubo não podem ser estrelados, pois os planos definidos pelas suas faces encontram-se apenas nas arestas do poliedro original.

- O octaedro tem um estrelamento, o stella octangula.

- O dodecaedro tem três estrelamentos, o pequeno dodecaedro estrelado, o grande dodecaedro estrelado e o grande dodecaedro.

|  |  |  |

- O estrelamento do icosaedro é mais complicado. O número total são 58 estrelamentos, onde estão incluídas figuras como o icosaedro triakis, o grande icosaedro, a composição de cinco octaedros, a composição de cinco tetraedros e a composição de dez tetraedros.